# Igor Jurjewitsch Sawotschkin

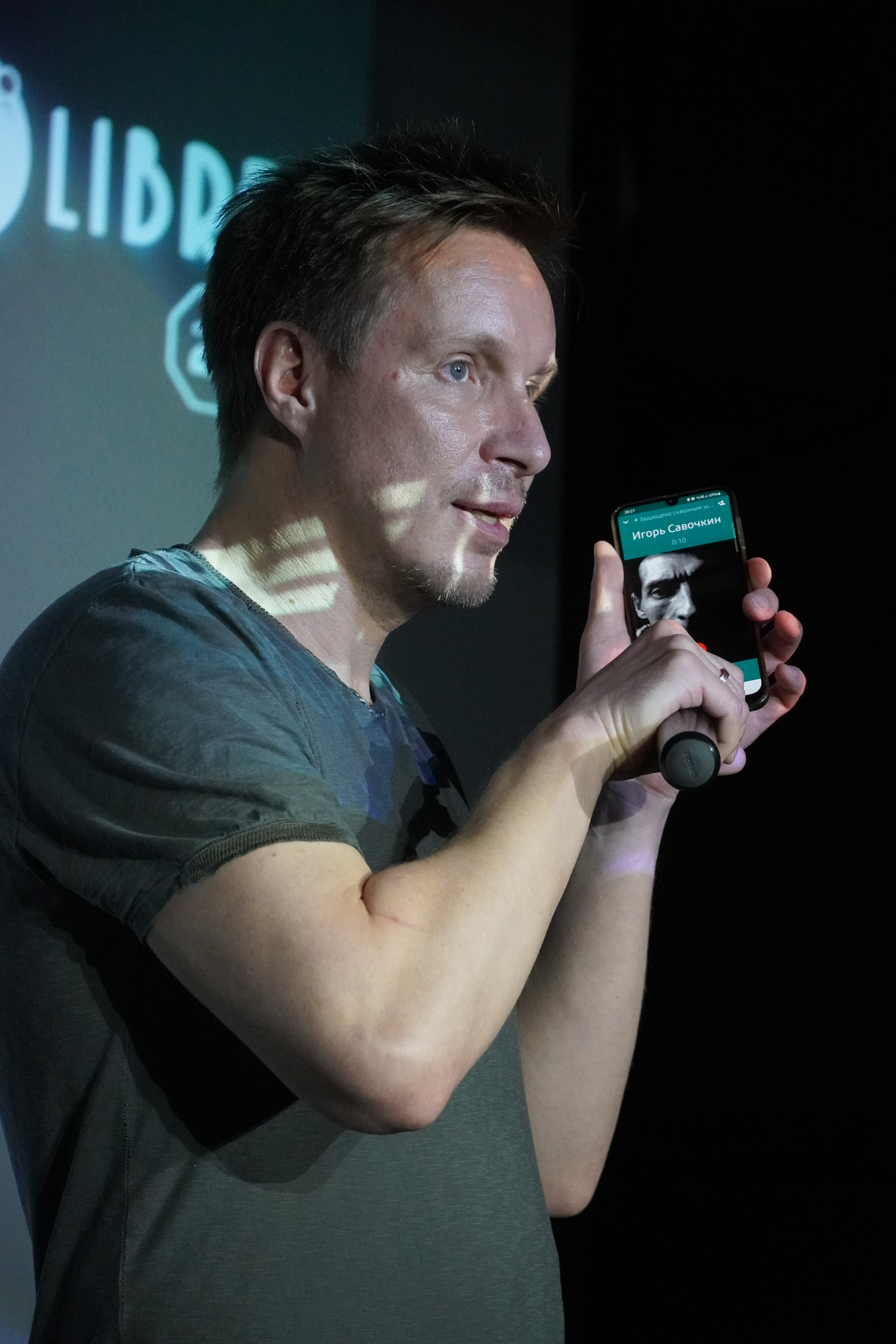
Igor Jurjewitsch Sawotschkin (Bild auf dem Handy, 2021)

Igor Jurjewitsch Sawotschkin (russisch Игорь Юрьевич Савочкин, wiss. Transliteration Igor' Jur'evič Savočkin; * 14. Mai 1963 in Berjosowka, Oblast Saratow, RSFSR, Sowjetunion; † 17. November 2021 in Moskau) war ein russischer Theater- und Filmschauspieler sowie Hörfunkmoderator.

## Leben
Sawotschkin lernte das Schauspiel an einem Theaterstudio. Nach einem Abschluss an der Saratov State Agrarian University, absolvierte er im Jahr 1991 die Teatral'nyy Institut Saratovskoy Gosudarstvennoy Konservatorii Im. L.v. Sobinova. Mit seinem Umzug nach Moskau schloss er sich dem Ensemble des Teatr Na Pokrovke an.
Als Schauspieler übernahm er Nebenrollen in Wächter der Nacht – Nochnoi Dozor und Wächter des Tages – Dnevnoi Dozor sowie Alisa, das Meermädchen oder Schwarzer Blitz. 2017 übernahm er eine größere Rolle in Die letzten Krieger.
Von November 2014 bis September 2015 moderierte er das Format Teoriya zagovora auf dem Sender Perwy kanal.

## Filmografie (Auswahl)
- 2004: Wächter der Nacht – Nochnoi Dozor (Notschnoi dosor / Ночной дозор)
- 2006: Wächter des Tages – Dnevnoi Dozor (Dnewnoi dosor / Дневной дозор)
- 2007: Alisa, das Meermädchen (Rusalka / Русалка)
- 2007: The Saboteur 2: The End of the War (Diwersant 2: Konez woiny / Диверсант 2: Конец войны)
- 2007: Ironie des Schicksals. Die Fortsetzung (Ironija sudby. Prodolschenije / Ирония судьбы. Продолжение)
- 2007: The Banishment (Isgnanije / Изгнание)
- 2008: Admiral (Admiral / Адмиралъ)
- 2009: Schwarzer Blitz (Tschornaja molnija / Чёрная молния)
- 2014: Leviathan (Lewiafan / Левиафан)
- 2017: Die letzten Krieger / Die Legende von Kolowrat (Legenda o Kolowrate / Легенда о Коловрате)
- 2018: Papers, Please: The Short Film (Ваши документы) (Kurzfilm)
- 2018: The Man Who Surprised Everyone (Tschelowek, kotory udiwil wsech / Человек, который удивил всех)
- 2019: Anna (ᴀɴᴎᴀ / Анна)
- 2019: Vongozero – Flucht zum See (Epidemija / Эпидемия)
- 2021: Gulag – 10 Jahre Hölle (Iwan Denissowitsch / Иван Денисович)
- 2021: Captain Volkonogov Escaped (Kapitan Wolkonogow beschal / Капитан Волконогов бежал)